# Szczytniki (powiat sandomierski)
Szczytniki – wieś w Polsce położona w województwie świętokrzyskim, w powiecie sandomierskim, w gminie Dwikozy.
| SIMC    | Nazwa       | Rodzaj    |
| ------- | ----------- | --------- |
| 0790730 | Browarzysko | część wsi |
| 0790746 | Niecieckie  | część wsi |
| 0790752 | Niwa        | część wsi |
| 0790769 | Rędzina     | część wsi |

W latach 1975–1998 miejscowość należała administracyjnie do województwa tarnobrzeskiego.
Szczytniki położone są na lewym brzegu Wisły, naprzeciw ujścia Sanu. Wisła w tym miejscu stanowi granicę między województwem podkarpackim i świętokrzyskim. W miejscowości tej istnieją stawy pocegielniane obecnie zarybione.
Podczas powodzi w czerwcu 2010 pękł wał na rzece Opatówka, zalewając miejscowość.